# Circlorama
Le Circlorama est un procédé cinématographique circulaire expérimenté à la fin des années 1950 et début des années 1960. Il consiste à projeter une image continue par le biais de 11 projecteurs 35 mm sur un écran circulaire de 360°.
Le procédé est expérimenté en 1958 dans le pavillon américain de l'exposition universelle de Bruxelles, avec un film dédié produit par Walt Disney et Ford, avec des pellicules de 16 mm. On retrouve également le procédé dans le pavillon américain du salon aéronautique du Bourget en 1967. Walt Disney perfectionna le système et le baptisa Circle-Vision 360°.
Un cinéma dédié est inauguré à Londres, à Piccadilly Circus, le 9 mai 1963. Il présentait un film russe de 20 minutes avec des vues panoramiques de Moscou et une cavalcade de 2 000 cavaliers cosaques. Le cinéma ferme à la fin 1964.

## Voir également
- Formats de projection